# Rima Billy
Rima Billy és una estructura geològica del tipus rima a la superfície de la Lluna, situada amb el sistema de coordenades planetocèntriques a -13.86 ° de latitud N i -47.32 ° de longitud E. Fa un diàmetre de 69.82 km. El nom va ser fet oficial per la UAI l'any 1964 i fa referència al proper cràter Billy.